# 錦島
錦島（にしきじま）は、日本相撲協会の年寄名跡のひとつ。初代・錦嶋が四股名として名乗っていたもので、その由来は定かではない。
豊山勝男以降は時津風部屋所属の力士に受け継がれてきたが、豊山（14代時代）の停年退職後に名跡を取得した時津海正博、霜鳥典雄、豊ノ島大樹の3人はいずれも実際に錦島を襲名することはなく（詳細は当人の項目を参照）、名跡は高砂部屋所属の朝赤龍太郎の手に渡った。朝赤龍は2017年5月に引退して17代錦島を襲名後、2020年11月に高砂を襲名していた元大関・4代朝潮と名跡を交換。元朝潮が18代錦島を襲名したが、18代錦島は不祥事の引責のため2021年6月に退職した。現在は、2023年11月に死去した18代錦島の長岡末弘の遺族が名跡を所有している。

## 錦島の代々
- 代目の太字は、部屋持ち親方

| 代目 | 引退時しこ名         | 最高位 | 現役時の所属部屋     | 襲名期間                                      | 備考                            |
| ---- | -------------------- | ------ | -------------------- | --------------------------------------------- | ------------------------------- |
| 初代 | 錦嶋三太夫           | ---    | ---                  |                                               |                                 |
| 2代  | 石ヶ濱吉次           | ---    | ---                  |                                               |                                 |
| 3代  | 石ヶ濱辰之助         | ---    | ---                  |                                               |                                 |
| 4代  | 網代木力藏           | ---    | ---                  |                                               |                                 |
| 5代  | 走り舟猪牙右エ門     | ---    | ---                  |                                               |                                 |
| 6代  | 錫ヶ嶽金松           | ---    | ---                  |                                               |                                 |
| 7代  | 大蛇潟大五郎         | 前1    | 宮城野-錦戸-錦嶌部屋 | ?-1916年1月（死去）                           | 二枚鑑札                        |
| 8代  | 大蛇潟粂藏           | 関脇   | 錦嶌-錦戸-錦嶌部屋   | 1917年5月-1933年5月（死去）                   | 二枚鑑札                        |
| 9代  | 大蛇山酉之助         | 前1    | 錦島部屋             | 1934年10月-1956年5月（死去）                  |                                 |
| 10代 | 行司・初代木村今朝三 | ---    | ---                  | 1956年6月-1968年4月（停年(定年。以下同)退職） |                                 |
| 11代 | 豊山勝男             | 大関   | 時津風部屋           | 1968年10月-1969年2月                          | 14代時津風に名跡変更            |
| 12代 | 黒姫山秀男           | 関脇   | 立浪部屋             | 1982年1月-10月                                | 借株 12代山響に名跡変更         |
| 13代 | 双津竜順一           | 小結   | 時津風部屋           | 1982年11月-2002年8月                          | 15代時津風に名跡変更            |
| 14代 | 豊山勝男             | 大関   | 時津風部屋           | 2002年8月（停年退職）                         | 11代の再襲名 退職日のみ襲名     |
| 15代 | 敷島勝盛             | 前1    | 立田川-陸奥部屋      | 2003年1月-2007年5月                           | 借株 23代小野川に名跡変更       |
| 16代 | 蔵玉錦敏正           | 前1    | 伊勢ノ海-鏡山部屋    | 2007年5月-2013年12月                          | 借株 13代武隈に名跡変更         |
| 17代 | 朝赤龍太郎           | 関脇   | 若松-高砂部屋        | 2017年5月-2020年11月                          | 8代高砂に名跡変更               |
| 18代 | 朝潮太郎 (4代)       | 大関   | 高砂部屋             | 2020年11月-12月（停年退職）                   |                                 |
| 18代 | 朝潮太郎 (4代)       | 大関   | 高砂部屋             | 2020年12月-2021年6月（退職）                  | 再雇用                          |
| 19代 | 翔天狼大士           | 前2    | 武蔵川-藤島部屋      | 2022年6月-2025年5月                           | 一時的襲名 18代出来山に名跡変更 |
| 20代 | 千代鳳祐樹           | 小結   | 九重部屋             | 2025年5月-                                    | 一時的襲名                      |